# Мученик Акакий
См. также Акакий Каппадокиянин
Ака́кий (кон. III — нач. IV веков) — христианский святой, мученик, подвергнут казни при императоре Ликинии за открытое исповедование христианства. Память в Православной церкви совершается 10 августа (28 июля по старому стилю).
Из его жития известно только о перенесенных им пытках, которые не причинили ему вреда. Святой был казнен путём отсечения головы, из раны по преданию вытекла кровь и молоко.